# 祖形铜铲

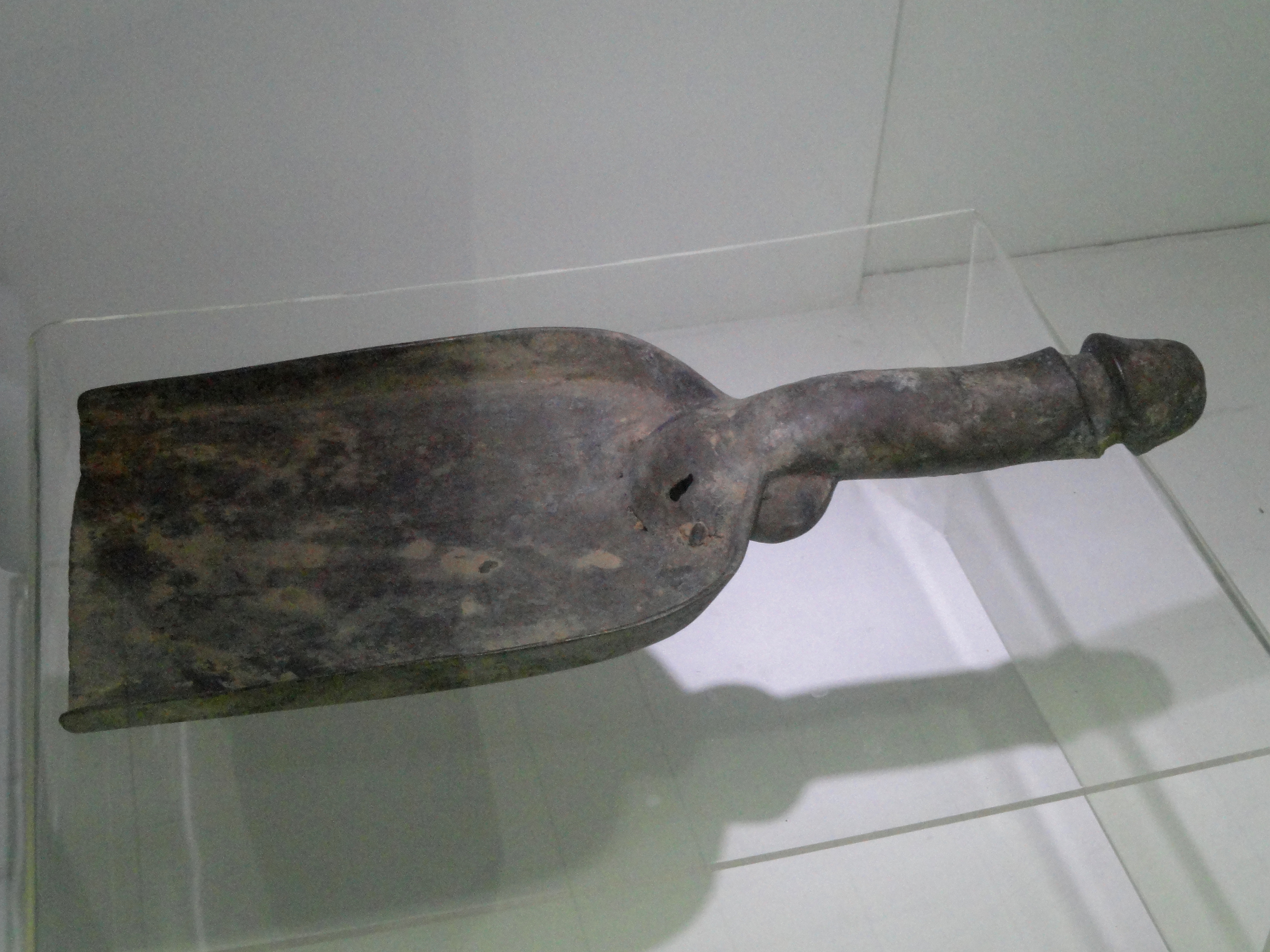

祖形铜铲，是春秋战国时期滇国的一个铜铲农具，现藏于云南省博物馆。

## 特点
祖形铜铲出土自昆明羊甫头古墓群113号墓（M113:327），铜铲为长方形，铲把手铸成勃起的男性生殖器，此铜铲是巫觋祭农神，寓意生殖崇拜，为祈求粮食高产的祭祀礼器。铲底扁平，铲刃呈方形，侧边沿向外翘起。